# Limbi oïl

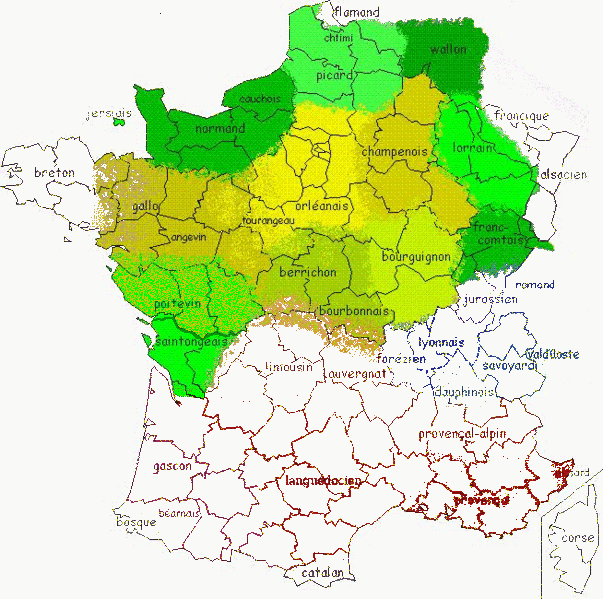
Repartiţia geografică a limbilor oïl, cu excepţia francezei (în diferite nuanțe de galben și verde). Sunt cuprinse și idiomuri care nu au statut de limbă regională. Zonele cu contur albastru cuprind idiomurile francoprovensale, cele cu contur maro – idiomurile limbii occitane, iar cele cu contur negru – alte limbi.

Limbile oïl sunt un grup de limbi romanice vorbite în jumătatea de nord a Franței și în regiuni limitrofe acesteia din Belgia, Luxemburg și Elveția.

## Clasificare și statut
Limbile oïl se situează în arborele limbilor romanice în felul următor:
- limbi romanice
  - limbi italo-vestice
    - limbi romanice vestice
      - limbi galoiberice
        - limbi galoromanice
          - limbi galoretice
            - limbi oïl

Grupul de limbi oïl cuprinde, după unele surse, două subgrupuri:
- francez, cu:
  - limba franceză
  - limba franceză acadiană
  - limba picardă
  - limba valonă
  - limba iudeofranceză
- sud-estic, cu:
  - limba francoprovensală

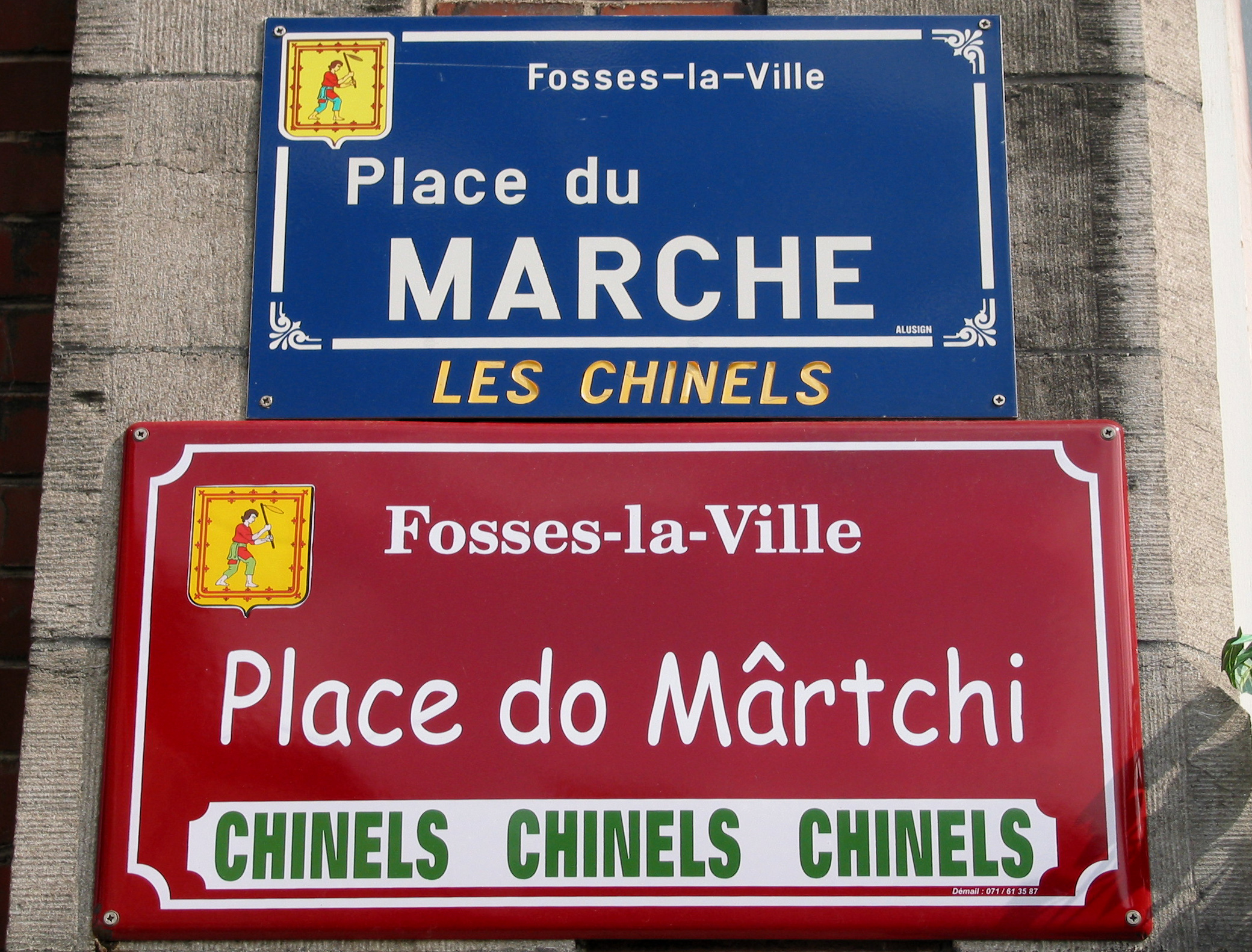
Plăci bilingve (franceză și valonă) cu numele unei piețe din orașul Fosses-la-Ville din Belgia

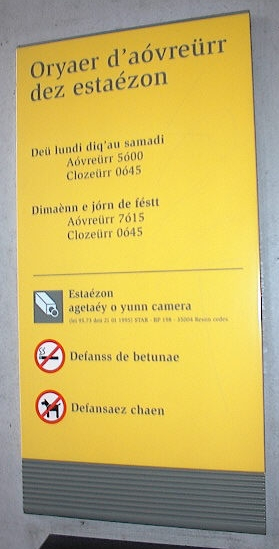
Afiș cu informații în limba gallo din metroul orașului Rennes (Normandia, Franța)

În concepția de politică lingvistică oficială din Franța, din acest grup fac parte următoarele idiomuri, care au statutul de limbi regionale:
- franc-comtois (în regiunea Franche-Comté)
- valonă (în regiunea limitrofă cu Valonia din Belgia)
- champenois (în provincia istorică Champagne)
- picardă (în Picardia)
- normandă (în Normandia)
- gallo (în estul Bretaniei)
- poitevin-saintongeais (cu variantele poitevin, în provincia istorică Poitou și saintongeais, în provincia istorică Saintonge, ambele în actuala regiune Poitou-Charentes)
- lorenă (în Lorena)
- bourguignon-morvandiau (în Burgundia, morvandiau fiind o variantă vorbită în masivul de dealuri Morvan)

În această concepție, limba francopronvensală este și ea una din limbile regionale din Franța, dar nu este inclusă între limbile oïl.
Printre idiomurile oïl, lingvistica istorică îl plasează și pe cel anglo-normand, vorbit în Anglia după cucerirea acesteia de către William Cuceritorul.

## Istoric
Cea mai veche atestare a termenului de limbă oïl se găsește la Dante Alighieri. Prin acesta el înțelegea limba literară franceză veche, despre care trata în legătură cu celelalte două limbi literare din epoca sa apropiate lui, distingându-le prin cuvântul corespunzător lui „da”: oïl în franceza veche (care a dat oui în franceza actuală), oc în limba occitană și si în limba italiană. Și primii romaniști au folosit această denumire la singular pentru franceza veche, iar limbile oïl actuale erau considerate dialecte ale acesteia. În lingvistica romanică actuală se continuă folosirea termenului de dialecte pentru aceste idiomuri din Evul Mediu.
Primele texte literare considerate ca aparținând limbii franceze au fost scrise în diferite idiomuri oïl: La Cantilène de Sainte Eulalie (Cântarea Sfintei Eulalia), (secolul al IX-lea) în valonă cu elemente picarde, la fel ca și La Vie de Saint Léger (Viața Sfântului Leodegar) (secolul al X-lea), Le Sermon sur Jonas (Predica despre Iona) (sec. X) este scrisă în valonă, iar cea mai veche variantă păstrată a Cântecului lui Roland (secolul al XI-lea) în anglo-normandă.
În regiunea Parisului (Île-de-France) se vorbea în Evul Mediu un dialect oïl numit françois. Limba franceză s-a format din elementele comune idiomurilor oïl, răspândindu-se treptat pe tot teritoriul Franței datorită prestigiului acestuia, fiind și limba regilor. În cursul aceluiași proces, celelalte idiomuri oïl au fost înăbușite și desconsiderate. Viziunea asupra lor s-a schimbat abia începând cu mijlocul secolului al XX-lea, ajungând la statulul de limbi regionale.